# 柏林-潘科车站
柏林-潘科車站（德語：Bahnhof Berlin-Pankow），地鐵站名潘科站（德語：U-Bahnhof Pankow），是柏林－什切青铁路上的一个车站，位于德国柏林潘科，是柏林快铁S2、S8和S9线的车站，同时是柏林地铁2号线北端的终点站。

## 历史
潘科站在1880年10月15日投入使用，位于旧潘科村的南部，当时被命名为潘科-美丽堡站，取自邻近的美丽堡，站房在1911年往贝尔瑙的市郊线开通时重建，这条线路在1924年8月8日成为第一条柏林城铁线路。1954年车站改名为柏林潘科站。
自1930年来，2号线的北端终点站一直在维内塔大街站并且计划延伸至潘科，直到1997年延长工程才启动，新的终点站2000年9月16日启用。